# Calocalanus tenuis
Calocalanus tenuis is een eenoogkreeftjessoort uit de familie van de Paracalanidae. De wetenschappelijke naam van de soort is voor het eerst geldig gepubliceerd in 1926 door Farran.